# 分析学家
分析学家:或致一位不信神的数学家（其中检测了现代分析学的对象、原理和推论是否比宗教信仰更可靠）是乔治·贝克莱于1734年发表的一篇著作。其中贝克莱用“消失量之鬼”这个词对牛顿和莱布尼茨发展的舊有理论的根基进行簡單的批判，但没有对微积分的结果提出异议，贝克莱承认结果是真实的，他批评的重点是微积分在逻辑上并不比宗教更严谨。

## 消失量之鬼概念簡述
考慮下例：函數 y = x2可通过如下商数进行微分：
{\displaystyle {\frac {\Delta y}{\Delta x}}}
即y的增量（通常用Δy表示）除以x的增量（通常用Δx表示）。这个表达式可以通过代数方法化简为：
{\displaystyle 2x+\Delta x.\,}
为了得到原函数对应的导数，也就是2x，我们必须将无穷小量Δx去掉。因此，这个建立商数时被假设为非零（否则数无意义）的无穷小量 ，在计算的最后一步却竟然被视为零而去除了。总之，一个“消失量”（Δx = 0），却不会在“幽灵般地”出现（Δx ≠ 0）。贝克莱认为，这样一个矛盾将侵蚀微积分这门新学科的逻辑根基。

## 解決詭論的方法
关于这个悖论，其中一个可能的解决方案是建立在超实分析中的标准部分函数“st”之上的（参见非标准微积分）。即：将导数定义为：
{\displaystyle {\rm {st}}\left({\frac {\Delta y}{\Delta x}}\right)}
替代原来的无穷小量定义。亚伯拉罕·罗宾逊在他1966年的著作《非標準分析》中写下如下的一段话：
这本书将证明莱布尼茨的理论是完全正确的，而这些理论将引出一个新奇而终将硕果累累的、通向经典分析和许多其它数学分支的研究方法。这种方法的关键就是详尽分析数学语言和数学结构之间的关系；而这两者之间的关系，又正是当代模型理论的基础。